# إنريكه ساورا
إنريكه ساورا (بالإسبانية: Enrique Saura Gil)‏، من مواليد 2 أغسطس 1954، لاعب كرة قدم إسباني سابق.
لعب مع منتخب إسبانيا لكرة القدم.

## وصلات خارجية
- إنريكه ساورا على موقع الاتحاد الدولي (مؤرشف)  (الإنجليزية)
- إنريكه ساورا على موقع الاتحاد الأوربي (الإنجليزية)
- إنريكه ساورا على موقع قاعدة بيانات كرة القدم.إي يو (الإنجليزية)
- إنريكه ساورا على موقع ناشيونال فوتبول تيمز (الإنجليزية)
- إنريكه ساورا على موقع عالم كرة القدم.نت (الإنجليزية)
- إنريكه ساورا على موقع أوليمبيديا (الإنجليزية)